# ديفو جوزيف
ديفو جوزيف (بالإنجليزية: Devoe Joseph)‏ مواليد 21 يونيو 1989 في تورونتو، هو لاعب كرة سلة كندي. بدأ مسيرته الاحترافية في سنة 2012. يلعب في الدوري الفنزويلي لكرة السلة. يحمل الرقم 34. يبلغ طوله 6 قدم 4 بوصة (1.9 م).

## المسيرة الاحترافية
لعب مع جوفينتوت بادالونا في الدوري الإسباني في موسم 2013–2014، ثم لعب مع تورك تيليكوم في الدوري التركي في سنة 2014، ثم لعب مع شوليه باسكت في الدوري الفرنسي في سنة 2015، ثم لعب مع نادي بودوشنوست لكرة السلة في موسم 2015–2016.

## روابط خارجية
- ديفو جوزيف على موقع الاتحاد الدولي لكرة السلة (الإنجليزية)
- ديفو جوزيف على موقع الدوري الإسباني لكرة السلة (الإسبانية)
- ديفو جوزيف على موقع كرة السلة الأوروبية.كوم (الإنجليزية)
- ديفو جوزيف على موقع كلية كرة السلة في سبورتس رفرنس.كوم (الإنجليزية)
- ديفو جوزيف على موقع ريلجم (الإنجليزية)
- ديفو جوزيف على موقع بروبوليرز (الإنجليزية)
- ديفو جوزيف على موقع سبورتس رفرنس (الإنجليزية)